# Laravel
Laravel е уеб фреймуърк с безплатен отворен код на PHP, създаден от Тейлър Отуел и предназначен за разработка на уеб приложения, следващи схемата model–view–controller (MVC). Някои функции на Laravel са: модулна система за пакети, които могат да се използват напълно независимо, различни начини за достъп до релационни бази данни.:с. 2,5 – 9
Към март 2015 г. Laravel се смята за един от най-популярните PHP фреймуъркове, заедно със Symfony, Nette, Codeigniter, Yii2 и други.:с. 1
Изходния код на базата на Laravel се съхранява в GitHub и се лицензира съгласно условията на MIT лиценз.

## История
Тейлър Отуел създадава Laravel като опит да осигури по-модерна алтернатива на Codeigniter, който не предоставя определени функции, като например вградена поддръжка за проверка на автентичността на потребителя. Първата Laravel бета версия е пусната на 9 юни 2011 г., а по-късно през същия месец излиза Laravel 1. Laravel 1 включва вградена поддръжка за проверка на автентичността, локализация, модели, изгледи, сесии, маршрутизация и други механизми, но липсват контролери, които пречат на фреймуърка да бъде истински MVC фреймуърк.
Laravel 2 е издаден през септември 2011 г., носейки различни подобрения от автора и общността. Основните нови функции включват поддръжка на контролери, които правят Laravel 2 напълно MVC-съвместим, вградена поддръжка за инверсия на управление (IoC) и система за шаблони, наречена Blade. Като недостатък, поддръжката на външни пакети е премахната в Laravel 2.
Laravel 3 излиза през февруари 2012 г. с набор от нови функции, включително интерфейс с команден ред (CLI) – Artisan, вградена поддръжка на допълнителни системи за управление на бази данни, миграции на бази данни като форма за контрол на версиите, обработка на събития и пакетна система, наречена Bundles. С пускането на Laravel 3 се увеличавава броя на потребителите и популярността.
Laravel 4 е пуснат през месец май 2013 година. Това е направено като изцяло се пренаписва Laravel, оформлението се пренася на отделни пакети, които се разпространяват чрез Composer, който служи като мениджър на пакети на приложно ниво. Такава планировка се отразява в по-добра мащабируемост на базата на Laravel 4, която е съчетана с редовния график на пускане на второстепенни версии, обхващащ шест месеца.
Laravel 5 е пуснат през февруари 2015 г. в резултат на вътрешни промени, които завършват в пренумериране на тогавашния бъдещ Laravel 4.3. Нови възможности в Laravel 5 са: поддръжка за планиране на периодично извършвани задачи с помощта на пакет под името Scheduler, абстракционен слой наречен Flysystem, което позволява отдалечена памет да бъде използвана по същия начин, както локална файлова система, подобрена е обработката на пакети чрез Elixir. Laravel 5 въвежда, също така, нова вътрешна дървовидна структура за разработка на приложения.